# Hans Kuschke
Hans Kuschke, född 25 februari 1914, död 30 november 2003, var en tysk roddare.
Kuschke blev olympisk bronsmedaljör i åtta med styrman vid sommarspelen 1936 i Berlin.